# 卡爾梅克人強制流配

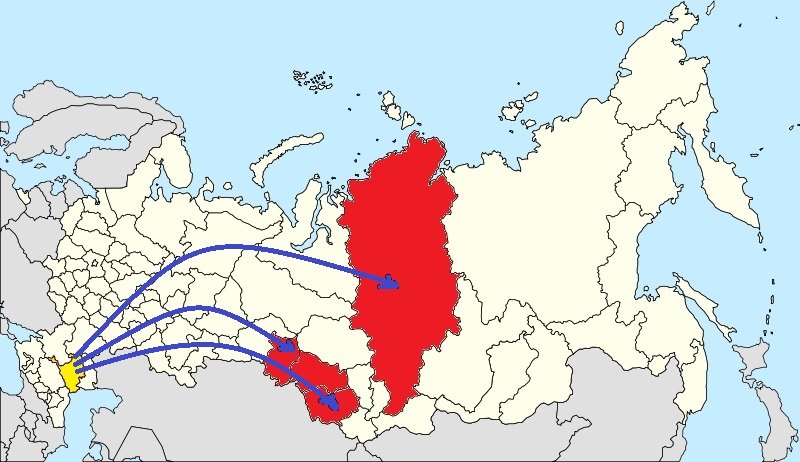
卡爾梅克人強制流配地图

卡爾梅克人強制流配，代号「烏魯西行動」（俄语：Операция «Улусы»），是斯大林对蘇聯少数民族的流配之一，发生在1943年12月28日至31日。斯大林以軍中大量卡爾梅克人变节投敌为由，命令内務人民委员部把约93000名卡尔梅克人用貨車送到阿尔泰边疆区、鄂木斯克、新西伯利亚的特殊定居點。
蘇聯成立后，少数民族遭到了定居化与集体化，喇嘛也遭到迫害。因此1939年纳粹德国入侵时很多人投敌，到1957年才结束流配回家。
驅逐導致超過16,000人死亡，死亡率為17%。1989年11月14日，蘇聯最高委員會宣佈史達林的所有驅逐出境都是“非法和犯罪的”。當代歷史分析認為，這些驅逐是迫害和危害人類罪的一個例子。